# Amalie Wolff-Malcolmi

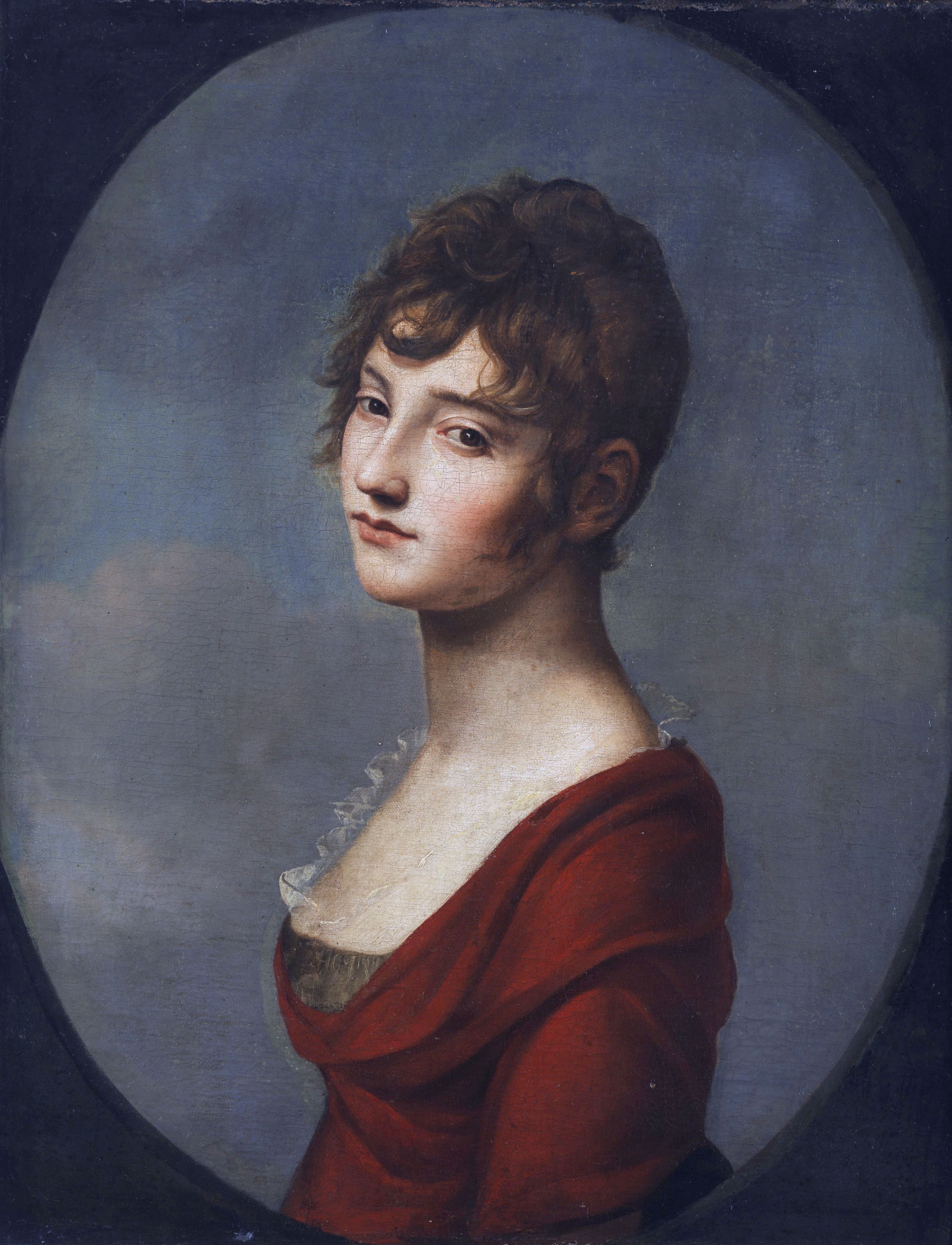
Amalie Wolff-Malcolmi (Johann Friedrich August Tischbein)

Amalie Wolff-Malcolmi (geborene Malcolmi; * 11. Dezember 1780 in Leipzig; † 18. August 1851 in Berlin) war eine deutsche Schauspielerin und Ehefrau Pius Alexander Wolffs.

## Leben und Wirken

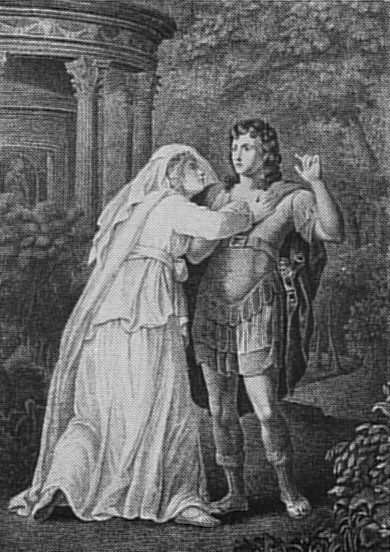
Corona Schröter als Iphigenie und Goethe als Orest

Amalie Malcomi kam am 11. Dezember 1780 als Tochter des Schauspielers Carl Friedrich Malcolmi (1745–1819) in Leipzig zur Welt. Bereits im Alter von acht Jahren debütierte sie im Weimarer Hoftheater als Justel im „Alchymisten“. Es muss ein Erfolg gewesen sein, denn ab diesem Zeitpunkt trat sie immer wieder auf.
Die Schauspielerin am Weimarer Hoftheater Corona Schröter unterrichtete sie in der Kunst der Sprache und Darstellung. Am 30. Dezember 1794 bekam sie im Alter von elf Jahren ihre erste feste Anstellung an dem Theater in Weimar. Als 1797 die begabte Schauspielerin Christiane Becker-Neumann (1778–1797) überraschend mit 19 Jahren starb, übernahm sie einen Teil ihrer Rollen, bis sie am 29. Mai 1802 als Solisa in Friedrich Schlegels „Alarcos“ einen triumphalen Erfolg feierte und sich seither zunehmend zur ersten tragischen Heldinnenschauspielerin auf der Weimarer Bühne emporspielte.
Auf ausdrücklichen Wunsch von Goethe übernahm sie am 19. März 1803 in der Erstaufführung von Friedrich Schillers Braut von Messina die Rolle der Isabella. Selbst Schiller, der zu Anfang Bedenken geäußert hatte, gefiel ihre Darbietung ausnehmend gut. 1803 heiratete sie den Regisseur Heinrich Becker, der in erster Ehe mit ihrer früh verstorbenen Schauspieler-Kollegin verheiratet war. Beide harmonierten überhaupt nicht. Die Ehe verlief unglücklich und wurde ein knappes Jahr später aufgelöst.
Am 26. Dezember 1804 heiratete sie in bereits dritter Ehe den nur ein Jahr älteren Pius Alexander Wolff (1782–1828), der nach Weimar gekommen war, um von Goethe in der Schauspielkunst unterrichtet zu werden. Es war von Anfang an eine glückliche Ehe, da beide sich ergänzten. Pius Alexander war eher der Zögernde, Zaudernde, Amalie hingegen die Temperamentvolle, die ihn manchmal mitreißen musste.
„Wolff gewann durch diese Ehe an innerem Halt, sie schützte ihn vor vielen Irrtümern und trug dazu bei, sein künstlerisches Streben rein zu halten“. Aber auch sie profitierte von ihm; beim gemeinsamen Auftritt in Goethes Tasso mimte sie die Prinzessin, während ihm die Hauptrolle zukam. Ebenso spielten sie Hauptrollen in Iphigenie auf Tauris und in Romeo und Julia und konnten so ihre ganze künstlerische Kraft umsetzen.

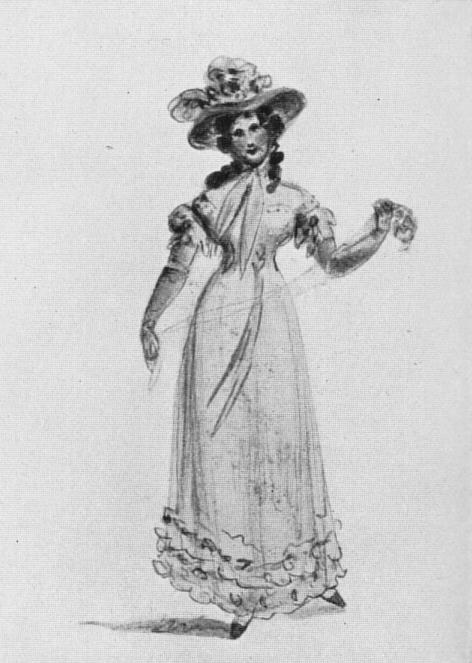
Amalie Wolff-Malcolmi in einer Bühnenrolle

Nach einem äußerst erfolgreichen Jahr folgte ein Jahr größter Unannehmlichkeiten, als französische Soldaten plündernd und misshandelnd in Weimar 1806 einfielen und sich allerortens einquartierten. Als sich 1807 die Lage allgemein beruhigte, gab Weimar ein Gastspiel in Leipzig, wo sie einen großen Erfolg hatte.
Am 24. Februar 1810 brillierten Amalie und Pius Alexander als Kurt und Trude in einem Stück von Zacharias Werner; Goethe zollte mit den Worten Respekt:
„Der vierundzwanzigste Februar von Werner, an seinem Tage aufgeführt, war vollends ein Triumph vollkommener Darstellung. Das Schreckliche des Stoffs verschwand vor der Reinheit und Sicherheit der Aufführung; dem aufmerksamen Kenner blieb nichts zu wünschen übrig.“ 
1810 wagte sie es, mit ihrem Mann Goethes „Faust“ als erste uraufzuführen, der als unspielbar gilt. Gleichzeitig erhielten beide von dem bekannten Schauspieler August Wilhelm Iffland, der in Weimar ein Gastspiel gab, eine Einladung nach Berlin, die sie aber erst im nächsten Jahr annehmen konnten. Das Gastspiel in Berlin verlief enttäuschend. Entgegen ihrer Gewohnheit schrieben die Reglements vor, dass sie mit ihrem Mann nicht gemeinsam auf der Bühne auftreten durfte. Sie erhielt ein wenig mehr Beifall als ihr Mann. Allgemein jedoch wurden ihre Unnatürlichkeit und Steifheit beklagt.
Zurück in Weimar wurden beide herzlich empfangen und mit Anerkennungen überhäuft. Goethe schickte ihr zu ihrem Geburtstag am 10. Dezember 1812 Zeilen vollsten Lobes. Die Verstimmung brach aber aus, als ihr Mann sich bemühte, die Position des Regisseurs zu bekommen, die ihm von der Theaterleitung unter Franz Kirms verweigert wurde. Es kam zu unschönen Szenen, in deren Mitte ein Angebot des Grafen Brühl eintraf, der nach dem Tod Ifflands die Leitung der Berliner Bühne übernommen hatte, das sie nicht ablehnen konnten. Ihr Mann reichte für sie gemeinsam das Entlassungsgesuch bei Goethe ein, der sie schweren Herzens ziehen ließ.
In Berlin durften beide nach wie vor nicht gemeinsam auf der Bühne auftreten. Eingedenk ihres größeren Erfolges beim letzten Gastspiel sollte sie wesentlich mehr Geld als ihr Mann erhalten, was aber bald revidiert wurde. Sie debütierte als Phädra in Unkenntnis, dass ihre Vorgängerin Friederike Bethmann-Unzelmann gerade in dieser Rolle beim Berliner Publikum brilliert hatte. So fiel die Aufnahme ihrer Darbietung für sie enttäuschend aus. Ihrem Mann dagegen mussten Kritiker und das Publikum entscheidende Fortschritte eingestehen. Trotz allen Widrigkeiten gelang es ihr und ihrem Mann, sich in die Herzen des Publikums zu spielen. Im Berliner Schauspielhaus lernte sie die damals noch junge Schauspielerin Karoline Bauer, die spätere Gräfin Montgomery, kennen und wurde mit ihr eng befreundet.
Nach wenigen Jahren in Berlin erkrankte ihr Mann und fehlte immer häufiger auf der Bühne. Als er infolge eines Brandes behelfsweise im großen Opernhaus Vorstellungen geben musste, erwies sich der Raum für ihn zu groß, um ihn stimmlich zu durchdringen. Im Herbst 1821 hinderte ihn eine Gehirnentzündung 28 Tage lang am Lesen und Sprechen. Es folgten zahlreiche Gastspiele außerhalb Berlins, um ihre gemeinsame Auftritte weiterhin zu pflegen, die auch sehr erfolgreich waren. Bei einer Gastspielreise am 10. April 1822 lernten sie den Schriftsteller und Philologen Ludwig Tieck in Dresden kennen, auf dessen Angebot eines Engagements sie gerne zurückkommen wollten, doch König Wilhelm Friedrich III. lehnte eine Entlassung höflich, aber entschieden ab. Ihrem kränkelnden Mann gewährte er bereitwillig Kururlaube in Frankreich, die letztendlich wenig fruchteten. Auf dem letzten Kururlaub 1828 fühlte ihr Mann, den sie stets begleitete, sein nahes Ende und versuchte noch nach Berlin zu kommen, das er jedoch nicht mehr erreichte. Er verstarb am 28. August 1828 in Weimar, betrauert von Goethe und vielen seiner Schauspielerkollegen.

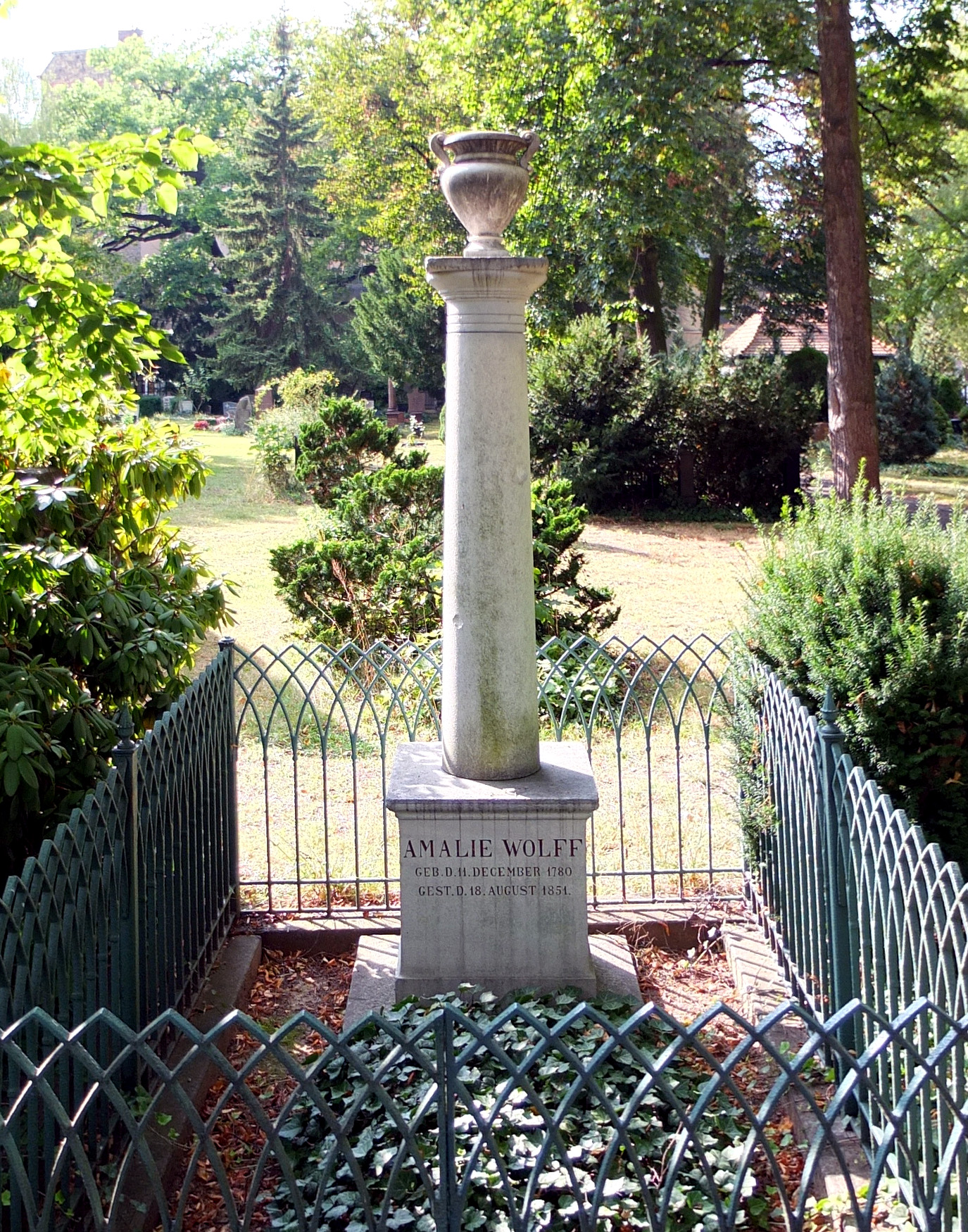
Grabstätte

Amalie Wolff traf als Witwe in Berlin ein und blieb der Bühne weitere sechzehn Jahre verbunden, bis ihr ein Augenleiden jedes weitere Auftreten 1844 unmöglich machte. Ungebrochen im Geiste, jedoch zusehends körperlich angegriffen, lebte sie noch sieben Jahre und starb am 18. August 1851 in Berlin. Ihre Nachfolgerin sollte 1844 Henriette Schramm-Graham werden, die dies jedoch ihrer Familie zuliebe ablehnte.
Amalie Wolff wurde auf dem Dreifaltigkeitskirchhof II beigesetzt. Ihr Grab war von 1978 bis 1999 als Ehrengrab der Stadt Berlin gewidmet.

## Zitate
„Ich habe 22 Jahre lang dem Theater vorgestanden, ohne mir eine Schwäche gegen eine Actrise zu verstatten, deren mehrere, besonders Euphrosyne und die Wolff, es mir doch sehr nahe gelegt.“